# Idaea
Cet article possède un paronyme, voir Idéa.
Ne doit pas être confondu avec Idea (genre) ou Idéa.
Genre
Idaea est un genre de lépidoptères (papillons) de la famille des Geometridae, de la sous-famille des Sterrhinae, et de la tribu des Sterrhini.

## Systématique
Le genre Idaea a été décrit par l'entomologiste allemand Friedrich Treitschke en 1825. L'espèce type pour le genre est Phalaena aversata Linnaeus, 1758.

### Synonymie
- Andragrupos Hampson, 1891
- Ania Stephens, 1831
- Anteois Warren, 1900
- Argyroscelia Warren, 1907
- Aphrogeneia Gumppenberg, 1890
- Brachyprota Warren, 1897
- Cacorista Warren, 1899
- Carphoxera Riley, 1891
- Cysteophora Hulst, 1900
- Deinopygia Warren, 1904
- Euphenolia Grossbeck, 1907
- Hemipogon Warren, 1897
- Hirthestes Dognin, 1914
- Hyriogona Warren, 1900
- Janarda Moore, 1888
- Limeria Staudinger, 1892
- Leptacme Warren, 1897
- Lobura Warren, 1906
- Lophophleps Hampson, 1891
- Lophosis Hulst, 1896
- Mnesterodes Meyrick, 1889
- Neochrysa Warren, 1900
- Omopera Warren, 1906
- Pareupithex Warren, 1907
- Pogonogya Warren, 1900
- Polygraphodes Warren, 1897
- Prospasta Warren, 1900
- Ptenopoda Hulst, 1896
- Ptychopoda Curtis, 1826
- Pyctis Hübner, 1825
- Pythodora Meyrick, 1886
- Schematorhages Warren, 1905
- Sterrha Hübner, 1825
- Strophoptila Warren, 1897
- Synomila Hulst, 1896
- Thysanotricha Warren, 1903
- Xenocentris Meyrick, 1889
- Zeuctoneura Warren, 1895

### Taxinomie
Liste des espèces
- Idaea abnorma (Pinker 1960)
- Idaea acutipennis Hausmann & Honey 2004
- Idaea albarracina (Reisser 1934)
- Idaea albitorquata (Püngeler 1909)
  - Idaea albitorquata albitorquata (Püngeler 1909)
  - Idaea albitorquata maculifera Hausmann 1994
  - Idaea albitorquata madoniensis Hausmann 1993
- Idaea alicantaria (Reisser 1963)
- Idaea alyssumata (Millière 1871)
- Idaea antiquaria (Herrich-Schäffer 1847)
- Idaea atlantica (Stainton 1859)
- Idaea attenuaria (Rambur 1833)
- Idaea aureolaria (Denis & Schiffermüller 1775)
- Idaea aversata (Linnaeus 1758) — l'Impolie ou l'Acidalie détournée
- Idaea bacalladoi (Pinker 1974)
- Idaea belemiata (Millière 1868)
  - Idaea belemiata belemiata (Millière 1868)
  - Idaea belemiata helianthemata (Millière 1870)
- Idaea bigladiata Herbulot 1975
- Idaea bilinearia (Fuchs 1878)
- Idaea biselata (Hufnagel 1767) - la Truie
- Idaea blaesii Lenz & Hausmann 1992
- Idaea calunetaria (Staudinger 1859)
  - Idaea calunetaria calunetaria (Staudinger 1859)
  - Idaea calunetaria valesiaria (Püngeler 1888)
- Idaea camparia (Herrich-Schäffer 1852)
  - Idaea camparia camparia (Herrich-Schäffer 1852)
  - Idaea camparia europaea (Wehrli 1934)
- Idaea carvalhoi Herbulot 1979
- Idaea cervantaria (Millière 1869)
  - Idaea cervantaria cervantaria (Millière 1869)
  - Idaea cervantaria depressaria (Staudinger 1892)
  - Idaea cervantaria montana (Wehrli 1927)
- Idaea charitata (Rebel 1914)
- Idaea circuitaria (Hübner 1819)
  - Idaea circuitaria circuitaria (Hübner 1819)
  - Idaea circuitaria expositoi Hausmann 1994
- Idaea completa (Staudinger 1892)
  - Idaea completa apostolica Hausmann 1994
  - Idaea completa completa (Staudinger 1892)
- Idaea consanguiberica Rezbanyai-Reser & Expósito 1992
- Idaea consanguinaria (Lederer 1853)
- Idaea consolidata (Lederer 1853)
- Idaea contiguaria (Hübner 1799)
  - Idaea contiguaria contiguaria (Hübner 1799)
  - Idaea contiguaria pallidaria (Fuchs 1904)
- Idaea degeneraria (Hübner 1799)
  - Idaea degeneraria alticolaria (Schawerda 1933)
  - Idaea degeneraria degeneraria (Hübner 1800)
  - Idaea degeneraria erschoffi (Christoph 1872)
- Idaea deitanaria Reisser & Weisert 1977
- Idaea descitaria (Christoph 1893)
- Idaea determinata (Staudinger 1876)
- Idaea deversaria (Herrich-Schäffer 1847)
  - Idaea deversaria deversaria (Herrich-Schäffer 1847)
  - Idaea deversaria fallax Hausmann 2004
  - Idaea dilutaria (Hübner 1799)
  - Idaea dimidiata (Hufnagel 1767)
  - Idaea dimidiata antitaurica (Wehrli 1931)
  - Idaea dimidiata dimidiata (Hufnagel 1767)
- Idaea distinctaria (Boisduval 1840)
- Idaea effeminata (Staudinger 1892)
- Idaea efflorata Zeller 1849
- Idaea elongaria (Rambur 1833)
  - Idaea elongaria elongaria (Rambur 1833)
  - Idaea elongaria pecharia (Staudinger 1863)
- Idaea emarginata (Linnaeus 1758) - l'Échancrée
- Idaea eugeniata (Dardoin & Millière 1870)
- Idaea exilaria (Guénée 1858)
- Idaea filicata (Hübner [1799]) - l'Acidalie rustique du Midi
- Idaea flaveolaria (Hübner 1809)
- Idaea fractilineata (Zeller 1847)
  - Idaea fractilineata fractilineata (Zeller 1847)
  - Idaea fractilineata subrufaria (Staudinger 1900)
- Idaea fuerteventurensis (Pinker 1974)
- Idaea fuscovenosa (Goeze 1781) - Acidalie familière
- Idaea humiliata (Hufnagel 1767)
- Idaea ibizaria von Mentzer 1980
- Idaea incalcarata (Chrétien 1913)
- Idaea incisaria (Staudinger 1892)
- Idaea inclinata (Lederer 1855)
- Idaea infirmaria (Rambur 1833) - Acidalie chétive
- Idaea inquinata (Scopoli 1763)
- Idaea intermedia (Staudinger 1879)
- Idaea joannisiata (Homberg 1911)
  - Idaea joannisiata ibericata (Wehrli 1927)
  - Idaea joannisiata joannisiata (Homberg 1911)
- Idaea korbi (Püngeler 1917)
- Idaea laevigata (Scopoli 1763)
- Idaea lambessata (Oberthür 1887)
- Idaea leipnitzi Hausmann 2003
- Idaea libycata (Bartel 1906)
- Idaea litigiosaria (Boisduval 1840)
- Idaea longaria (Herrich-Schäffer 1852)
- Idaea lusohispanica Herbulot 1991
- Idaea luteolaria (Constant 1863)
- Idaea lutulentaria (Staudinger 1892)
- Idaea macilentaria (Herrich-Schäffer, 1848)
- Idaea maderae (Bethune-Baker 1891)
- Idaea mancipiata (Staudinger 1871)
  - Idaea mancipiata mancipiata (Staudinger 1871)
  - Idaea mancipiata repagulata (Prout 1913)
- Idaea manicaria (Herrich-Schäffer 1852)
- Idaea mediaria (Hübner 1819)
- Idaea metohiensis (Rebel 1900)
- Idaea mimosaria (Guénée 1858)
  - Idaea mimosaria wimmeri Hausmann 1994
- Idaea minuscularia (Ribbe 1912)
- Idaea moniliata (Denis & Schiffermüller 1775)
- Idaea muricata (Hufnagel 1767)
- Idaea mustelata (Gumppenberg 1892)
- Idaea mutilata (Staudinger 1876)
- Idaea neglecta Hausmann & Werno 2003
- Idaea nevadata (Wehrli 1926)
- Idaea nexata (Hübner 1813)
- Idaea nigrolineata (Chrétien 1911)
- Idaea nitidata (Herrich-Schäffer 1861)
- Idaea obliquaria (Turati 1913)
- Idaea obsoletaria (Rambur 1833)
  - Idaea obsoletaria dierli Hausmann 1991
  - Idaea obsoletaria dionigii Hausmann 1991
  - Idaea obsoletaria distans Hausmann 1991
  - Idaea obsoletaria lilaceola Hausmann 2002
  - Idaea obsoletaria obsoletaria (Rambur 1834)
  - Idaea obsoletaria rufularia (Herrich-Schäffer 1847)
- Idaea ochrata (Scopoli 1763) - Acidalie ocreuse
- Idaea ossiculata (Lederer 1870)
- Idaea ostrinaria (Hübner 1813)
- Idaea palaestinensis (Sterneck 1933)
- Idaea pallidata (Denis & Schiffermüller 1775)
- Idaea palmata (Staudinger 1901)
- Idaea peluraria (Reisser 1939)
- Idaea politaria (Hübner 1799)
- Idaea praecisa (Reisser 1934)
- Idaea predotaria (Hartig 1951)
- Idaea purpurariata (Pinker 1974)
- Idaea rainerii Hausmann 1994
- Idaea rhodogrammaria (Püngeler 1913)
- Idaea robiginata (Staudinger 1863)
- Idaea rufaria (Hübner 1799)
- Idaea rupicolaria (Reisser 1927)
- Idaea rusticata (Denis & Schiffermüller 1775) - Phalène rustique
  - Idaea rusticata atrosignaria Lempke 1967
  - Idaea rusticata rusticata (Denis & Schiffermüller 1775)
- Idaea saleri Domínguez & Baixeras 1992
- Idaea sardoniata (Homberg 1912)
- Idaea seriata (Schrank 1802)
  - Idaea seriata canteneraria (Boisduval 1840)
  - Idaea seriata seriata (Schrank 1802)
- Idaea sericeata (Hübner 1813)
- Idaea serpentata (Hufnagel 1767)
- Idaea simplicior (Prout 1934)
- Idaea spissilimbaria (Mabille 1888)
- Idaea squalidaria (Staudinger 1882)
- Idaea straminata (Borkhausen 1794)
- Idaea subsaturata (Guénée 1858)
- Idaea subsericeata (Haworth 1809)
- Idaea sylvestraria (Hübner 1799)
- Idaea textaria (Lederer 1861)
- Idaea tineata (Thierry-Mieg 1911)
- Idaea trigeminata (Haworth 1809)
  - Idaea trigeminata tenuirussata (Zerny 1933)
  - Idaea trigeminata trigeminata (Haworth 1809)
- Idaea troglodytaria (Heydenreich 1851)
- Idaea typicata (Guénée 1858)
  - Idaea typicata hornigaria (Staudinger 1901)
  - Idaea typicata typicata (Guénée 1858)
- Idaea unicalcarata (Prout 1922)
- Idaea urcitana (Agenjo 1952)
- Idaea vesubiata (Millière 1873)
- Idaea vilaflorensis (Rebel 1910)
- Idaea volloni (D. Lucas & Joannis 1907)